# 周竹安
周竹安（1891年—1977年7月23日），曾用名周酉村。湖南长沙人。中华人民共和国政治人物、外交官。

## 生平
1949年9月初，周竹安接到李克农“来北平汇报工作”的电报后赴北平。向李克农报告了长沙策反工作的情况后，提出自己身份从未暴露，希望继续做隐蔽战线的工作。后周恩来认为其更适合到新中国外交战线上工作。李克农正协助周恩来组建中央人民政府外交部，报经中央批准周竹安任中央人民政府外交部办公厅副主任兼机要处处长，参加外交部组建工作，带李克农系统的人员筹建外交部的机要处、电台和信使队等。周恩来、李克农工作十分繁忙。外交部具体工作由办公厅主任王炳南做，周竹安等协助。
1954年，周竹安和伍修权、刘晓、潘自力、曹瑛、罗贵波、曾涌泉、王炳南、徐以新、何英等14人被选为第二批驻外大使，他们多数经历过大革命和白色恐怖的锻炼，并且是具有海外留学或工作经历的外交部司局级或省部级领导干部。周竹安接替曹祥仁担任驻中国驻保加利亚大使时已经64岁，是头两批大使中最年长的一位。1954年12月初抵达保加利亚首都索非亚，12月6日向保加利亚国民议会主席团主席格奥尔基·达米扬诺夫呈递国书。1957年9月陪同保加利亚部长会议主席安东·于哥夫访华。1957年12月离任回国，由朱其文接任。任全国政协委员，后参加中组部老干部支部（支部成员另有袁任远、杨士杰、曾志等）。
病逝后，悼词评价周竹安“在从事党的秘密工作中，埋头苦干，忘我工作，为保卫党的组织，配合革命战争，与敌人进行了英勇顽强的斗争。在解放战争中，他遵照毛主席、党中央的指示，为争取长沙和平解放，做出了贡献”。他的逝世“是我党的一个损失”。